# Thomas Leseur
Pour les articles homonymes, voir Leseur.
Thomas Leseur ou Le Seur, né le 1er octobre 1703 à Rethel et mort le 26 septembre 1770 à Rome, est un mathématicien français.

## Biographie
Né à Rethel en 1703, il enseigne les mathématiques au Collège de la Sapience de Rome où il rencontra le franciscain François Jacquier, avec qui il rédigea notamment l'ouvrage Isaaci Newtoni philosophiæ naturalis principia mathematica, perpetuis commentariis illustrata (commentaires sur les Principia de Newton), ainsi que Parere e riflessioni sopra I danni della cuppola di San-Pietro, ouvrage coécrit en 1742 avec le jésuite Ruđer Josip Bošković, et surtout Elémens du calcul intégral, livre très estimé qui est à l'époque le plus complet des travaux sur le calcul intégral jamais publiés. Il mourut à Rome en 1770.

## Travaux
Les principaux travaux de Thomas Le Seur sont :
- Isaaci Newtoni philosophiæ naturalis principia mathematica, perpetuis commentariis illustrata (3 vol.  in-4, Genève, 1739-42). Texte des Principia de Newton, commenté par Le Seur et François Jacquier (les commentaires prennent autant de place que le texte). En ligne, édition de Glasgow :
  - vol.  1, 1833 sur Google Livres,
  - vol.  2, 1833 sur Google Livres,
  - vol.  3, 1822 sur Google Livres ;
- Riflessioni de' Padri Tommaso Le Seur, Francesco Jacquier De el' Ordine De Minimi', e Ruggiero Giuseppe Boscovich della Compagnia di Gesù Sopra alcune difficoltà spettanti i danni, e Risarcimenti della cupola di S. Pietro, in-4, Rome, Bernabò e Lazzerini, 1743. (« Réflexions des Pères T. Le Seur, F. Jacquier, franciscains, et R. J. Bošković, jésuite, sur quelques difficultés concernant les dommages et les réparations de la coupole de Saint-Pierre ») ;
- Elémens du calcul intégral (in-4, Parme, 1768), avec François Jacquier.

Publications
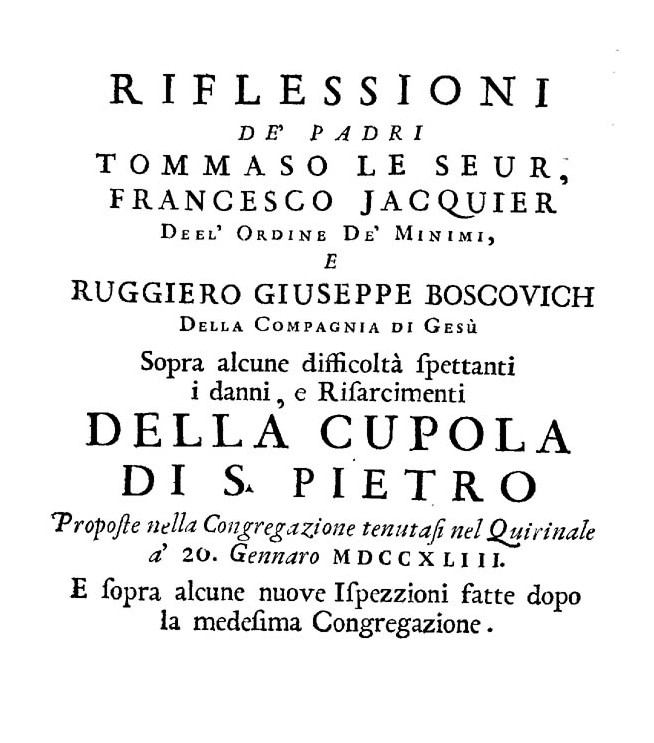
Riflessioni sopra alcune difficoltà spettanti i danni e risarcimenti della cupola di S. Pietro, 1743

## Sources
- « Leseur (Thomas) », sur Cosmovision (consulté le 29 septembre 2010).